# الذئب (فلم)
الذئب  فيلم إثارة وتشويق وجريمة مصري للمخرج عبد الحليم النحاس  عام 1993 عن قصة الممثل والمؤلف زهير صبري  وسيناريو وحوار المؤلف عاطف النمر. الفيلم من بطولة سماح أنور، محمود حميدة، أحمد عبدالعزيز، وحسين الشربيني  وتدور الأحداث حول الصحفي الثري طاهر الذي يقع في عشق امرأة لعوب ويغدق عليها من كل شيء ولكنها تقع في حب صحفي شاب مما يتسبب في مقتلها وإلصاق التهمة في حبيبها الشاب.
صدر الفيلم إلى دور العرض المصرية في 13 مارس 1993.
منح موقع قاعدة بيانات الأفلام العربية «السينما.كوم» الفيلم درجة 5.4/ 10.
الفيلم هو أول فيلم يخرجه عبد الحليم النحاس ولم يخرج بعده سوى فيلم المعلمة والأستاذ عام 1995.

## طاقم التمثيل
سماح أنور: في دور صفاء
محمود حميدة: في دور طاهر (الصحفي الثري)
أحمد عبد العزيز: في دور صلاح عبد الدايم (صحفي متواضع)
حسين الشربيني: في دور عصام (ضابط مباحث)
أحمد أبو عبية: في دور محامي النقض
رأفت راجي: في دور وكيل النيابة
عبير: في دور ليلى
سمر الشيخ: في دور المطربة منال
بالاشتراك مع: محمود الحفناوي – محمد أبو حشيش – لويس يوسف – صباح محمود – خالد مؤمن – حسني أباظة – غادة نجم – طارق ريحان – مطاوع عويس – عادل أبو الغيط – محمد سعيد عبودة 

## أحداث الفيلم
يقع طاهر (محمود حميدة)، الصحفي الثري، في حب الفتاة اللعوب ليلى (عبير) ويغدق عليها من ثروته، ويمنحها شقة فاخرة، ويكتب الكثير من ثروته بإسمها، غير انه بسببها يتعرض لحادث ينتج عنه عجزه الجنسي. يسافر للعلاج بالخارج، وأثناء غيابه تنجذب، عشيقته ليلى، للصحفي المتواضع اجتماعيا صلاح عبد الدايم (أحمد عبد العزيز) القادم من الريف ويعاني من الإقامة في الفنادق الرخيصة. ينجذب صلاح للمرأة اللعوب لثرائها، وتنجذب هي لشبابه وتتزوجه بعصمة في يدها ومؤخر صداق 50 ألف جنيه. يقيم صلاح بمنزلها الفاخر ويقود سيارة مستقلة، غير أنه، بعد أن شعر بالطمأنينة، يقع في حب صفاء (سماح أنور) ويقنعها أنه سيتخلص منها، وعندما يطلب من ليلى الطلاق ترفض. يعود طاهر ويتقرب من صلاح ويصادقه عندما علم بزواجه من ليلى، غير أنه بالطبع لم يخبره أنه عشيقها السابق، يرى طاهر أن صلاح ليس سوى صرصار أنفقت عليه ليلى أمواله. ترفض ليلى الخروج مع صلاح الذي تشاجر معها لعدم رغبتها في الطلاق، ويخرج وحده، ليتعرف على فتاة ويتفق معها على السهر بأحد الملاهي الليلية دون أن يعرف أحدهما أسم الآخر، وفي نفس الوقت يتوجه طاهر لشقة ليلى ويستخدم مفتاحه الخاص، ويعرض عليها أن تعود اليه، وعندما تواجهه بعجزه الجنسي يقوم بخنقها حتى الموت برباط عنق زوجها صلاح. يتم القبض على صلاح ويحقق معه ضابط المباحث عصام (حسين الشربيني) الذي يكتشف أن صفاء، الفتاة التي يصاحبها صلاح هي ابنة شقيقته فيحاول أن يجبرها على الزواج من شاب آخر، فتقدم على الإنتحار. يتعاطف معها خالها عصام، ويقدم صلاح للنيابة، ويحاول وكيل النيابة (رأفت راجي) العثور على الفتاة التي رافقت صلاح وقت ارتكاب الجريمة، ولكنه يفشل في العثور عليها. يقدم صلاح للمحكمة وتحال أوراقه للمفتي، ويطلب عصام منه أن يتصل بأحد أصدقائة ليبحث له عن تلك الفتاة، فيتصل بطاهر ويبلغه أن الفتاة كانت ترتدي فستان سهرة يشبه ذلك الذي ترتديه المطربة منال (سمر) والتي يتصل بها ليعرف من أين حصلت على فستانها، ويعلم أن الخياطة لواحظ سرقت «البترون» من الاتيليه وصنعت فستان مشابه. يقابل لواحظ التي تطلب مالا لتخبره بمكان الفتاة، غير أن طاهر يخدرها ويقتلها، ويتصل بمحامي النقض (أحمد أبو عبية) ويدفع له ليتخلى عن صلاح، الذي يهرب من السجن، ويلجأ للبحث بنفسه عن الفتاة، ويقع في المحظور ويتم اتهامه بقتل لواحظ، ويقبض عليه. لا يقتنع عصام بقتل صلاح لمن ستنقذ رقبته من حبل المشنقة، ويستغل إعلانا من طاهر للفتاة، ويكلف صفاء بانتحال شخصيتها ومقابلة طاهر، الذي يحاول قتلها، فيقبض عليه عصام بعد اعترافه بارتكاب الجريمتين.

## وصلات خارجية
- مقالات تستعمل روابط فنية بلا صلة مع ويكي بيانات
- الذئب على موقع الدهليز
- الذئب على موقع كاروهات